# Hyalurga egeon
Hyalurga egeon är en fjärilsart som beskrevs av Pieter Cramer 1775. Hyalurga egeon ingår i släktet Hyalurga och familjen björnspinnare. Inga underarter finns listade i Catalogue of Life.